# Hayat Sindi
Hayat bint Sulaiman bin Hassan Sindi (àrab: حياة سندي, Ḥayāt Sindī) és una científica mèdica saudita i una de les primeres dones membres de l'Assemblea Consultiva d'Aràbia Saudita. És coneguda per les seves contribucions a les proves mèdiques en el punt d'atenció (POCT) i biotecnologia. La revista Arabian Business la va classificar com la dinovena persona àrab més influent i la novena dona àrab més poderosa el 2012.

## Educació
Hayat Sindi va néixer a la Meca. L'any 1991 va convèncer la seva família perquè li permetessin viatjar sola al Regne Unit per continuar la seva educació superior. Després de passar un any aprenent anglès i estudiant per obtenir l'A-level, va ser acceptada al King's College de Londres on es va graduar en farmacologia el 1995. Durant la seva estada al King's College, va rebre el premi Princess Anne's pel seu treball de pregrau sobre l'al·lèrgia.
Sindi va obtenir el seu doctorat en biotecnologia al Newnham College de la Universitat de Cambridge en 2001. També va ser la primera dona saudita acceptada a la Universitat de Cambridge en el camp de la biotecnologia i la primera dona de qualsevol dels Estats àrabs del Golf Pèrsic a completar un doctorat en aquell camp.

## Carrera
Sindi és professora visitant a la Universitat Harvard; com a tal, viatja amb freqüència entre Jiddah, Boston i Cambridge, Massachusetts. Juntament amb les seves activitats científiques, Sindi ha participat en nombrosos esdeveniments destinats a augmentar la consciència de la ciència entre les dones, particularment a l'Aràbia Saudita i el món musulmà en general. També està interessada en el problema de la fugida de cervells, i va ser oradora convidada en el Fòrum Econòmic Jiddah de 2005.

## Reconeixements
El 2010 Sindi va guanyar el premi Mekkah Al Mukaramah a la innovació científica atorgat pel príncep Khalid bin Faisal Al Saud. També va ser nomenada Exploradora Emergent en 2011 per la National Geographic Society.
El gener de 2013, Sindi va formar part del primer Consell Consultiu de l'Aràbia Saudita.
En la reunió anual de la Clinton Global Initiative, celebrada del 21 al 24 de setembre de 2014, la Doctora Sindi va rebre el premi "Leadership in Civil Society".